# Kingdom Hearts II
Kingdom Hearts II (キングダム ハーツII?, Kingudamu Hātsu II) è un videogioco di genere action RPG sviluppato e pubblicato da Square Enix nel 2005 per la console PlayStation 2. Sequel di Kingdom Hearts e Kingdom Hearts: Chain of Memories, è il terzo titolo della serie Kingdom Hearts ed è ambientato un anno dopo Chain of Memories, quando il protagonista Sora torna a cercare i suoi amici perduti. Come i giochi precedenti, Kingdom Hearts II dispone di un grande cast di personaggi da film Disney e videogiochi di Final Fantasy. L'antagonista del gioco è l'Organizzazione XIII, un gruppo di personaggi introdotto in Chain of Memories.
Kingdom Hearts II fu ben accolto e vinse premi da numerosi siti web sui videogiochi. In Giappone vendette più di un milione di copie entro una settimana della sua uscita. Un mese dopo la sua uscita in America del Nord aveva venduto oltre un milione di copie e fu il secondo gioco più venduto del 2006. Al 31 marzo 2007 il gioco aveva venduto oltre quattro milioni di copie in tutto il mondo. Nel marzo 2007 in Giappone fu distribuita una versione espansa intitolata Kingdom Hearts II Final Mix, che è stata inclusa nella compilation per PlayStation 3 Kingdom Hearts HD 2.5 Remix ed in quella per PlayStation 4 Kingdom Hearts HD 1.5 + 2.5 Remix.
Il gioco, per ottenere una classificazione di età più bassa al di fuori del Giappone, è stato censurato e modificato in alcuni aspetti o filmati che sarebbero potuti risultare troppo maturi o adatti ad un pubblico più adulto. Inoltre, come per Kingdom Hearts, il gioco venne doppiato anche in francese ed in tedesco, ai quali si aggiunse anche il doppiaggio in spagnolo.

## Trama
Sora, Paperino e Pippo sono stati in animazione sospesa per un anno al fine di recuperare i loro ricordi persi in Chain of Memories. Nel frattempo Roxas, il Nessuno di Sora, è intrappolato in una simulazione virtuale di Crepuscopoli creata da DiZ per fondere Roxas con il suo io originale e ripristinare il potere di Sora. I piani di DiZ sono minacciati quando i Nessuno ed Axel, amico di Roxas quando era nell'Organizzazione, si infiltrano nella città virtuale, ma a più riprese Roxas è in grado di respingere i nemici e, infine, fondersi con Sora. Sora, Paperino e Pippo si svegliano nella vera Crepuscopoli e incontrano Re Topolino e Yen Sid, che li invia verso un altro viaggio. Il loro obiettivo è quello di trovare Riku e fermare i piani dell'Organizzazione XIII, che controlla i Nessuno - gusci senza cuore rimasti quando le persone con un cuore forte si trasformano in Heartless. Anche Malefica risorge e si unisce al suo fedele servitore Pietro per continuare la sua ricerca di potere e conquista di mondi.
Sora viaggia per molti mondi Disney vecchi e nuovi, risolvendo diversi problemi causati da una parte dall'Organizzazione XIII ed i Nessuno, e dall'altra da Malefica, Pietro e gli Heartless, oltre ai cattivi dei singoli mondi. Durante una visita alla Fortezza Oscura incontrano nuovamente re Topolino, che rivela loro la vera natura di Ansem, l'antagonista di Kingdom Hearts. Egli era in realtà l'Heartless di Xehanort, un allievo che rubò l'identità del suo maestro, il vero Ansem il Saggio, mentre il suo Nessuno è Xemnas, il leader dell'Organizzazione. Quest'ultima progetta di creare Kingdom Hearts raccogliendo di tutti i cuori che Sora libera distruggendo gli Heartless con il suo Keyblade, per riconquistare i cuori perduti dai singoli membri. Sora rivisita allora i vari mondi per risolvere vecchi problemi e nuove complicazioni, cercando nel contempo un percorso per raggiungere la base operativa dell'Organizzazione XIII. Durante i suoi sforzi, Sora è segretamente aiutato da una misteriosa figura incappucciata che egli ritiene essere Riku.
Seguendo un indizio, Sora, Paperino e Pippo entrano nella Crepuscopoli virtuale trovandovi un passaggio, ma mentre lo attraversano vengono attaccati da un'orda di Nessuno. Incontrano però Axel, che si sacrifica per permettere ai tre di raggiungere il Mondo che non esiste, sede sia dell'Organizzazione XIII che del loro Kingdom Hearts, che illumina il mondo come una luna. Una volta nel Castello che non esiste, Sora trova Kairi e Riku, il cui aspetto è stato modificato dalle tenebre in quello dello studioso dell'Oscurità: in questo frangente Riku spiega a Sora anche la natura del legame che ha con Roxas. Re Topolino incontra DiZ, che si rivela essere Ansem il Saggio e che ha intenzione di usare un dispositivo da lui creato per assorbire e dissipare il Kingdom Hearts. Mentre il dispositivo opera, un sovraccarico del sistema fa sì che questo si autodistrugga, coinvolgendo Ansem nell'esplosione e facendo miracolosamente tornare Riku alla sua forma originale. Sulla cima del Castello che non esiste, Sora e compagni quindi combattono contro Xemnas, che usa ciò che resta del Kingdom Hearts per alimentare il suo potere e riuscendo in un secondo momento a separare Sora e Riku dagli altri, lasciandoli soli a combattere contro di lui. Sora e Riku quindi riescono a sconfiggere e distruggere Xemnas ma i due si ritrovano sperduti nel Regno dell'Oscurità, dal quale però riescono a uscire riunendosi con i loro amici alle Isole del destino.

### Epilogo
Sora raggiunge Riku al solito posto dove assieme vedono il tramonto e si mettono a parlare di come, nonostante le loro avventure, nulla sia cambiato. I due vengono però richiamati e raggiunti da Kairi la quale, in tutta fretta, è corsa da loro per portare una lettera in bottiglia dal Re: Sora la apre subito e i tre si mettono a leggerla.

## Ambientazione
Come in Kingdom Hearts, l'ambientazione di Kingdom Hearts II è una raccolta di vari livelli (all'interno del gioco chiamati "mondi") attraverso cui il giocatore progredisce, la maggior parte dei quali tratti da varie opere Disney. Tuttavia, mentre nel primo gioco questi ultimi si basavano principalmente sui Classici Disney, Kingdom Hearts II introduce anche mondi basati su film Disney in live-action. Come nel primo gioco, ogni mondo varia nell'aspetto e nell'ambientazione a seconda del film Disney su cui si basa ed è scollegato dagli altri; con poche eccezioni, i giocatori viaggiano da un mondo all'altro tramite una Gummiship.
Alcuni mondi presenti nei giochi precedenti riappaiono, ma con aree nuove e ampliate. Vengono inoltre introdotti nuovi mondi: la Terra dei dragoni da Mulan, il Castello della Bestia da La bella e la bestia, il Fiume senza tempo dai cortometraggi Disney in bianco e nero, Port Royal da La maledizione della prima luna, le Terre del branco da Il re leone e Space Paranoids, un mondo digitale basato su Tron all'interno della rete informatica della Fortezza Oscura. Crepuscopoli, un mondo originale precedentemente visto in Chain of Memories, ha un ruolo più importante come mondo introduttivo. Il Mondo che non esiste è un nuovo mondo che funge da quartier generale dell'Organizzazione XIII.

## Modalità di gioco
Il gameplay di Kingdom Hearts II è simile a quello di Kingdom Hearts, anche se gli sviluppatori si sforzarono di risolvere numerosi problemi del gioco precedente. Sora è controllato direttamente dal giocatore da una prospettiva in terza persona, benché quella in prima persona sia disponibile tramite il pulsante Select. La maggior parte del gameplay si verifica su mappe interconnesse dove le battaglie si svolgono. Il gioco procede in modo lineare da un evento della storia all'altro, di solito presentati attraverso filmati, anche se ci sono numerose missioni secondarie disponibili che sbloccano bonus o potenziamenti ulteriori dei personaggi.
Come i GDR tradizionali, Kingdom Hearts II dispone di un sistema di punti esperienza che determina lo sviluppo del personaggio. Quando dei nemici vengono sconfitti, i personaggi giocanti acquisiscono esperienza e diventano più forti, accedendo a nuove abilità con l'avanzamento di livello.
Il combattimento in Kingdom Hearts II è in tempo reale e comporta la pressione di tasti per avviare gli attacchi del personaggio sullo schermo. Il menù dei comandi, simile a quelli trovati in Final Fantasy, che si trova in basso a sinistra dello schermo fornisce altre opzioni di combattimento come l'utilizzo di magie e oggetti, l'evocazione di alcuni personaggi o l'esecuzione di potenti attacchi combinati con altri membri del gruppo chiamati "Limiti". Una nuova caratteristica è il "comando di reazione", un attacco o un movimento speciale che cambia a seconda del nemico e che viene attivato quando il giocatore preme il tasto triangolo al momento giusto durante un particolare momento della battaglia. I comandi di reazione possono essere utilizzati per sconfiggere i nemici regolari, continuare un Limite o evitare danni, e talvolta sono anche necessari per completare una battaglia contro un boss. Oltre al personaggio principale solitamente partecipano alla battaglia due membri del gruppo. Benché questi personaggi siano controllati dal computer, il giocatore può personalizzare il loro comportamento in una certa misura attraverso il menù di pausa.
In risposta alle critiche al primo gioco, le fasi di gioco con la Gummiship furono rese "più piacevoli". Anche se mantiene il suo scopo fondamentale di trasporto, il sistema fu completamente rifatto per assomigliare ad una combinazione tra uno sparatutto su rotaia e una "attrazione di un parco a tema Disney". Nel mappamondo, il giocatore deve ora controllare la Gummiship da una visuale isometrica distante per volare verso il mondo in cui vuole entrare. I mondi però non sono più aperti fin dall'inizio – il giocatore deve sbloccare i percorsi entrando in un nuovo livello, controllando la nave da un punto di vista in terza persona e combattendo le navi nemiche. Una volta che il percorso è aperto, i viaggi da e verso il mondo sono senza ostacoli, a meno che non venga bloccato di nuovo a causa di un evento legato alla trama. Il giocatore può anche ottenere nuove Gummiship dal completamento dei percorsi.

### Barra Turbo
Una delle nuove caratteristiche è un misuratore noto come barra Turbo, che viene utilizzata per due meccaniche di gioco: le Fusioni Turbo e le invocazioni.
Quando attiva una Fusione, Sora si fonde con i membri del gruppo e diventa più potente cambiando il modo in cui combatte; tre Fusioni permettono anche l'uso di due Keyblade. Le Fusioni inoltre, con il loro aumento di livello, permettono a Sora di usare in forma normale l'abilità caratteristica della Fusione, chiamate "abilità Crescita". Le prime due Fusioni ottenute nel gioco fondono Sora con Pippo o Paperino, mentre le successive con entrambi i membri del gruppo. Quando gli alleati sono utilizzati per una Fusione vengono temporaneamente rimossi dalla battaglia per tutta la durata della stessa. A differenza delle barre HP e MP, la barra Turbo non viene ripristinata nei punti di salvataggio ma unicamente attraverso le sfere Turbo lasciate alla sconfitta di un nemico.
Nel caso di un'invocazione invece Sora, come nel primo gioco, evoca un personaggio Disney che lo aiuti nella battaglia. Il personaggio evocato sostituisce gli altri due membri del gruppo e combatte al fianco di Sora finché la barra Turbo non si esaurisce. Invece di essere limitato a una sola azione, le invocazioni hanno alcune abilità accessibili mediante il menù dei comandi e sono in grado di svolgere azioni sia in autonomia sia in cooperazione con Sora; ogni invocazione ha inoltre un attacco Limite unico.
L'utilizzo delle abilità di una Fusione o di un'invocazione inoltre accelera in quantità variabile lo svuotamento della barra Turbo. Le invocazioni ed ogni singola Fusione aumentano di livello separatamente in base a criteri diversi; l'ottenimento di livelli più elevati consente un loro uso prolungato e, nel caso delle Fusioni, il sopracitato accesso a nuove abilità.

## Personaggi
Come nel primo Kingdom Hearts, il protagonista del gioco è Sora (ora quindicenne) sempre affiancato da Paperino e Pippo, personaggi che sono rispettivamente il custode del Keyblade, il mago di corte del Castello Disney ed il capitano delle guardie del Castello Disney. Ritornano anche Riku e Kairi, gli amici d'infanzia di Sora originari anch'essi delle Isole del destino. Ricompare anche DiZ, un personaggio già visto in Chain of Memories che si rivelerà poi essere Ansem il Saggio, il mentore di Xehanort. Viene inoltre aggiunto un ulteriore personaggio: Roxas, un altro ragazzo capace di impugnare il Keyblade e strettamente ma misteriosamente legato a Sora.
Come nei giochi precedenti, ci sono numerose apparizioni di personaggi sia Disney sia Square Enix. Mentre alcuni fanno ritorno da Kingdom Hearts, vengono anche introdotti nuovi personaggi dai mondi Disney come ad esempio Scar da Il re leone e Paperon de' Paperoni. Pietro Gambadilegno appare come un nemico ricorrente, che lavora con la risorta Malefica. Quasi venti personaggi dei videogiochi di Final Fantasy fanno la loro apparizione, in particolare Auron di Final Fantasy X e Tifa Lockhart da Final Fantasy VII, oltre al ritorno di Squall Leonhart, Cloud Strife e Sephiroth. Era stato affermato che sebbene il primo gioco avesse visto esclusivamente apparizioni di personaggi progettati da Tetsuya Nomura, questa volta si sarebbe "corso qualche rischio", il che implicava che personaggi non direttamente disegnati da Nomura avrebbero potuto fare la loro apparizione. Altri nuovi personaggi della serie sono Vivi Orunitia da Final Fantasy IX e Setzer Gabbiani di Final Fantasy VI.
Come in Kingdom Hearts, i vari mondi che Sora esplora presentano spesso un membro opzionale del gruppo proveniente dal film su cui si basa il mondo. Tra questi vi sono Mulan, Jack Sparrow, Simba e Tron.
L'Organizzazione XIII, un gruppo di potenti Nessuno introdotto in Chain of Memories, viene stabilito come il gruppo primario di antagonisti nella fase iniziale ed il suo leader Xemnas come principale antagonista e boss finale del gioco. I cattivi dei singoli mondi sono ancora prevalenti e sono spesso presentati come sfide che il gruppo di Sora deve superare. Con l'avanzamento del gioco, l'Organizzazione diventa molto più presente e direttamente coinvolta negli avvenimenti della storia e dei vari mondi.

## Sviluppo
I piani di sviluppo di Kingdom Hearts II iniziarono attorno al completamento di Kingdom Hearts Final Mix, ma i dettagli specifici rimasero indecisi fino a luglio 2003. Nomura dovette superare diversi ostacoli prima che lo sviluppo di un sequel potesse iniziare. Uno di questi fu il desiderio del team di sviluppo di mettere in mostra maggiormente Topolino, il che richiese l'approvazione della Disney. Il gioco fu sviluppato dalla Product Development Division 1 di Square, con la maggior parte del personale originale del primo gioco. La pubblicazione del gioco era originariamente prevista dopo quella di Kingdom Hearts, lasciando senza spiegazione gli eventi accaduti nella trama durante l'anno che distanziava i due titoli. Per colmare questo divario fu sviluppato Kingdom Hearts: Chain of Memories e la perdita di tutte le capacità del primo gioco all'inizio di Kingdom Hearts II fu spiegata con la perdita di memoria.
Molti aspetti del gameplay furono rielaborati per questo sequel. Alcune modifiche furono apportate a causa di feedback degli utenti e altre erano previste per l'inclusione nei giochi precedenti ma erano state omesse per ragioni di tempo o vincoli tecnologici. I movimenti della telecamera furono assegnati alla levetta analogica destra del controller al posto dei tasti dorsali, e il viaggio della Gummiship fu rielaborato. Il sistema di combattimento venne completamente rifatto senza utilizzare alcuna animazione dal primo gioco poiché Nomura voleva che esso riflettesse la maturazione di Sora. Altre modifiche inclusero più integrazione tra esplorazione e battaglie. Le variazioni di stili di combattimento associate a ciascuna Fusione ed ai comandi di reazione furono aggiunti per dare ai giocatori più scelte nei combattimenti. L'inclusione di mondi basati su film Disney in live-action venne aiutata da una tecnologia che venne impiegata per generare i modelli dei personaggi da immagini reali.

### Censure e modifiche ai contenuti
Kingdom Hearts II è stato l'unico capitolo della serie ad aver subito diversi adattamenti per le versioni europee ed americane del gioco che sostituivano diverse scene della versione giapponese, probabilmente per via dei temi di violenza in esso contenuti:
- Nella versione giapponese durante la battaglia contro l'Idra, mostro proveniente da Hercules, quando questi viene colpito con il Keyblade perde sangue verde fedelmente a quanto visto nello scontro tra Ercole e l'Idra nel film d'animazione. Tale effetto visivo è stato sostituito nella versione americana ed occidentale con del fumo, tuttavia, nella scena in cui Ercole affronta l'Idra, il sangue è stato lasciato seppur fortemente desaturato.
- Quando Axel si sacrifica dinanzi a Sora, egli viene avvolto dalle fiamme prima della sua morte. Nella versione americana ed europea la sequenza fu censurata per iniziativa di Nomura: difatti sarebbe stato per il giocatore difficile comprendere il fatto che Axel sia bruciato se al tempo stesso utilizzava il fuoco come sua arma principale. C'è da far notare però che comunque il suono dello scoppiettio di un fuoco può essere sentito durante i suoi attimi finali.
- Nella versione giapponese durante la battaglia contro Sora, Paperino e Pippo, Xigbar fonde con la magia le sue due pistole in un unico fucile con un mirino più realistico. Tuttavia nella versione occidentale ed americana egli le ricarica soltanto, ed il mirino delle pistole è stato modificato completamente.
- Al ritorno di Sora, Paperino e Pippo al Castello Disney, si può assistere ad una scena comica in cui Paperina litiga con Paperino per essere partito con Sora per i mondi avendo dimenticato il loro ennesimo appuntamento. Nella versione giapponese, Paperino viene sculacciato (o comunque percosso) dalla fidanzata dopo aver tentato di scappare in un altro mondo lontano dalle sue ire, mentre nella versione occidentale ed americana tale scena è stata sostituita da un'altra in cui Paperino viene soltanto sgridato.
- I fucili dei pirati maledetti di Port Royal sono stati sostituiti da delle balestre nella versione americana ed europea; nonostante ciò si può comunque sentire il distinto suono di un colpo di arma da fuoco quando queste balestre vengono utilizzate nei combattimenti. Anche l'animazione dei pirati maledetti che vengono colpiti da una magia di elemento fuoco è stata censurata e le fiamme che avrebbero dovuto avere addosso sostituite da del semplice fumo.
- Nella versione occidentale ed americana del gioco è assente del tutto l'animazione in cui Will Turner dopo aver minacciato Barbossa di suicidarsi si punta la pistola sul mento, nonostante la versione giapponese abbia riprodotto fedelmente la scena del film.
- Durante un dialogo tra Elizabeth e Barbossa, quest'ultimo nella versione giapponese dice esplicitamente che le spesero l'oro maledetto per cibo, bevande e donne, mentre nella versione occidentale ed americana dice invece per cibo, bevande e "piacevoli compagnie".
- La scena in cui Jack Sparrow viene trafitto al petto con una spada da Barbossa prima dello scontro finale è stata modificata: nella versione giapponese infatti la spada di Barbossa rimane conficcata nel petto di Jack fino a quando la scena finisce e comincia la battaglia; nelle versioni americana e occidentale invece la spada non rimane conficcata nel petto di Jack. In questo secondo caso, l'arma però è come scomparsa dato che visibilmente Barbossa non la impugna più e non la si sente cadere al suolo dopo che Jack viene infilzato.
- Quando Barbossa e i pirati non-morti vengono sconfitti essi svaniscono consumati dalle fiamme, sostituite però con del fumo nella versione americana ed occidentale.

Le modifiche del titolo sono presenti anche nelle versioni occidentale ed americana di Kingdom Hearts HD 2.5 ReMIX e HD 1.5 + 2.5 ReMIX; l'unica eccezione è Xigbar che unisce le sue pistole in un fucile di precisione, animazione lasciata tale anche nelle versioni non giapponesi delle raccolte in alta definizione.

### Doppiaggio
Kingdom Hearts II annovera un ricco cast di famosi doppiatori sia nella versione in lingua giapponese che in quella in lingua inglese. La maggior parte dei doppiatori dell'originale Kingdom Hearts ritornarono nei loro ruoli: Miyu Irino e Haley Joel Osment come Sora, Mamoru Miyano e David Gallagher per Riku e Risa Uchida e Hayden Panettiere come Kairi. Tra i nuovi doppiatori si hanno Kōki Uchiyama e Jesse McCartney per Roxas, Iku Nakahara e Brittany Snow per Naminé e Genzō Wakayama e Christopher Lee per DiZ. Uno sforzo particolare venne fatto per assumere i doppiatori originali dei lungometraggi Disney anche per Kingdom Hearts II. Molti attori prestarono di nuovo la propria voce ai personaggi Disney presenti nel videogioco, come gli attori statunitensi Ming-Na per il personaggio di Mulan, James Woods per Ade, Pat Morita (nel suo ultimo ruolo di doppiatore prima di morire) per l'imperatore cinese, Bruce Boxleitner per Tron e Zach Braff per Chicken Little, e gli attori giapponesi Takashi Aoyagi, Kōichi Yamadera, Yū Shimaka e Hiroshi Fujioka. Alcuni doppiatori furono presi dalle serie televisive o dai sequel direct-to-video, come Robert Costanzo al posto di Danny DeVito nel ruolo di Filottete. Per alcuni personaggi fu invece scelto un nuovo doppiatore: ad Ansem, Aerith, Leon, Sephiroth ed Ercole, originariamente doppiati nel primo gioco da Billy Zane, Mandy Moore, David Boreanaz, Lance Bass e Sean Astin rispettivamente, fu prestata la voce di Richard Epcar, Mena Suvari, Doug Erholtz, George Newbern e Tate Donovan (il doppiatore originale di Ercole), mentre per il nuovo personaggio di Tifa fu scelta Rachael Leigh Cook.

## Accoglienza
La rivista Play Generation diede al gioco un punteggio di 93/100, ritenendo che sia un GDR d'azione capace di mescolare la magia Disney e l'esperienza Square, e che la sua accessibilità lo rendesse "adatto davvero a tutti". In una recensione a posteriori gli fu assegnato invece 90/100, trovando che i difetti marginali e il basso tasso di sfida non potevano cancellare in alcun modo l'eccellente qualità del gioco, concludendo "Era e resta un'avventura indimenticabile". La stessa testata classificò il minigioco della Gummiship come il quinto più "cool" tra i titoli disponibili su PlayStation 2. La telecamera fissa fu considerata migliore rispetto al predecessore, ma venne invece criticato il peggioramento dell'intelligenza artificiale dei compagni e la sensazione che il gioco potesse risultare troppo semplice.

## Versioni e merchandise

### Final Mix
Come per il precedente capitolo, anche per Kingdom Hearts II è uscita una versione espansa del gioco esclusivamente per il mercato nipponico. Nota come Kingdom Hearts II Final Mix+, questo cofanetto (oltre a Kingdom Hearts II Final Mix) include un secondo DVD-ROM contenente Kingdom Hearts Re:Chain of Memories, remake per PlayStation 2 di Chain of Memories. Uscito in Giappone il 29 marzo 2007, come precedentemente affermato il gioco è rimasto una esclusiva del mercato giapponese, ma ciò nonostante sono state create delle patch in grado di convertirlo sia in lingua inglese che italiana.
Rispetto all'originale, la versione Final Mix (come per quella del primo Kingdom Hearts) presenta numerose parti aggiunte che lo rendono più interessante e completo, ma anche più difficoltoso da completare per intero; in particolare abbiamo
- Un nuovo livello di difficoltà: la modalità Critica, nella quale i punti vita totali ottenibili saranno dimezzati (ovvero si avrà un massimo di 60 HP) e si avrà la possibilità di affrontare l'intero gioco rimanendo costantemente al livello 1 mediante l'attivazione dell'abilità "Esperienza 0".
- Presenza di nuove abilità, nuovi oggetti (armi, accessori, armature e materiali da elaborazione) e della nuova Fusione Limite, che permette a Sora di usare gli attacchi Limite del primo Kingdom Hearts.
- Aggiunta di nuovi filmati che approfondiscono vari aspetti della trama, in particolar modo le vicende di Roxas e il suo legame con l'Organizzazione e Axel. Oltre a ciò, una volta completato il gioco si sblocca la modalità "Teatro", attraverso la quale si possono rivedere i filmati del gioco.
  - Aggiunta di "Birth by sleep", estensione di "The Gathering" (il finale segreto di Kingdom Hearts II).
- Nella Città del Natale (parte del mondo de la Città di Halloween) Sora, Paperino e Pippo indossano costumi differenti ispirati al periodo natalizio, e sia la musica ambientale che quella di battaglia sono state composte ex novo con un tema più consono all'ambientazione.
- Nei vari mondi sono sparsi i pezzi di sei puzzle, il completamento dei quali comporta l'ottenimento di un oggetto raro o unico.
- Vi sono nuovi Heartless e la quasi totalità di quelli già presenti hanno subito un restyling cromatico. In particolare è stata aggiunta una sorta di "Organizzazione XIII" composta da particolari Funghi neri chiamata (appunto) "Funghi XIII": ognuno di essi pone una sfida al giocatore, ed una volta completate tutte si ottiene un nuovo keyholder.
- Presenza di nuovi boss sia di trama che opzionali: Roxas (affrontato al Mondo che non esiste), le Silhouette assenti dei membri dell'Organizzazione XIII affrontati in Chain of Memories (opzionali, sparse per i mondi), le copie digitali dei membri dell'Organizzazione XIII (opzionali, sono varianti potenziate degli originali) e la Volontà residua di Terra (opzionale, considerato il boss più forte della saga).
  - Presenza di due nuove aree: il Cimitero dei Keyblade (mondo ufficialmente introdotto in Birth by Sleep), raggiungibile attraverso "La sala della prima pietra" al Castello Disney dopo il completamento del gioco e che funge da arena contro la Volontà residua di Terra; e la Grotta della memoria, un'area segreta della Fortezza Oscura/Giardino radioso dove si può trovare ed affrontare l'Organizzazione XIII digitale.
- Inserimento di tre corone, una di bronzo, una d'argento ed una d'oro, ognuna delle quali attesta il compimento rispettivamente di una, due o tutte e tre le prove:
  - Superamento delle sfide poste dai Funghi XIII (Prova di pace)
  - Sconfitta di tutte le copie digitali dei membri dell'Organizzazione XIII (Prova di non-esistenza)
  - Sconfitta della Volontà residua di Terra (Prova di collegamento)

### Manga

Copertina del primo volume della riedizione italiana

Da Kingdom Hearts II, come dai suoi predecessori, è stato tratto un manga edito in Giappone dalla Square Enix. Il manga, serializzato dal 2006, fu interrotto in patria nel 2009, arrivando solamente al punto in cui Kairi viene rapita da Axel. I cinque volumi comprensivi dei 37 capitoli pubblicati fino a quel momento furono pubblicati in Italia nella collana Disney Manga, con cadenza bimestrale, dall'ottobre 2009 al giugno 2010. Il manga è stato poi ripreso a partire dall'ottobre 2012 e sono stati pubblicati altri cinque tankōbon. Il decimo e ultimo volume è stato messo in vendita nell'agosto 2015. I volumi dal sesto in avanti sono stati pubblicati in Italia dall'ottobre 2015 nella collana Disney Planet.